# Tomás Martín Etcheverry
Tomás Martín Etcheverry (* 18. Juli 1999 in La Plata) ist ein argentinischer Tennisspieler.

## Karriere
Etcheverry spielte auf der ITF Junior Tour bis Anfang 2017 Turniere und nahm 2016 bei den French Open und in Wimbledon zweimal an einem Grand-Slam-Turnier teil. Beide Male scheiterte er in der ersten Runde. Durch gute Resultate bei kleineren Turnieren gelang es ihm Anfang 2017, Platz 12 der Junior-Rangliste zu erreichen.
Bei den Profis stieg Etcheverry 2018 das erste Mal in die Top 1000 der Weltrangliste ein. In diesem Jahr erreichte er vier Finals auf der drittklassigen ITF Future Tour und gewann zwei Turniere, wodurch er das Jahr bis auf Platz 449 stieg. 2019 gewann er drei Futures aus sieben Finalteilnahmen und erreichte Ende des Jahres Rang 341. Sein Aufwärtstrend kam 2020 auch durch die Covid-19-Pandemie etwas ins Stocken – er konnte nur ein Future-Finale erreichen. Dafür gelangen erste Erfolge auf der höher dotierten ATP Challenger Tour, wo er im Oktober 2019 in Lima das erste Mal ein Achtelfinale erreicht hatte. Im August 2020 gelang ihm in Triest der Schritt bis ins Viertelfinale. Im rumänischen Sibiu schaffte Etcheverry es dann erstmals, ein Finale auf diesem Niveau zu erreichen. Hier verlor er gegen den formstarken Schweizer Marc-Andrea Hüsler mit 5:7 und 0:6. Kurz darauf stand er mit Rang 247 auf seinem Karrierehoch. Im Doppel gewann er bis 2020 sechs Futures und erreichte Platz 340.
Das Jahr 2021 begann mit dem Debüt des Argentiniers bei einem Turnier der ATP Tour in Delray Beach, wo er trotz eigentlich zu niedriger Platzierung ins Hauptfeld gelangte, da sich wenige Spieler so früh im Jahr für das Turnier meldeten. Er unterlag dem späteren Halbfinalisten Christian Harrison. Danach reiste er nach Europa und trat beim Challenger in Antalya an, wo er das Viertelfinale erreichte.

## Erfolge
| Legende (Anzahl der Siege) |
| Grand Slam                 |
| ATP Finals                 |
| ATP Tour Masters 1000      |
| ATP Tour 500               |
| ATP Tour 250               |
| ATP Challenger Tour (4)    |

### Einzel

#### Turniersiege
| Nr. | Datum          | Turnier    | Belag | Finalgegner            | Ergebnis |
| --- | -------------- | ---------- | ----- | ---------------------- | -------- |
| 1.  | 11. Juli 2021  | Perugia    | Sand  | Witalij Satschko       | 7:5, 6:2 |
| 2.  | 1. August 2021 | Triest     | Sand  | Thiago Agustín Tirante | 6:1, 6:1 |
| 3.  | 20. März 2022  | Concepción | Sand  | Hugo Dellien           | 6:3, 6:2 |

#### Finalteilnahmen
| Nr. | Datum         | Turnier           | Belag | Finalgegner                | Ergebnis        |
| --- | ------------- | ----------------- | ----- | -------------------------- | --------------- |
| 1.  | 5. März 2023  | Santiago de Chile | Sand  | Nicolás Jarry              | 7:65, 6:75, 2:6 |
| 2.  | 9. April 2023 | Houston           | Sand  | Frances Tiafoe             | 6:71, 6:76      |
| 3.  | 25. Mai 2024  | Lyon              | Sand  | Giovanni Mpetshi Perricard | 4:6, 6:1, 6:77  |

### Doppel

#### Turniersiege
| Nr. | Datum        | Turnier | Belag | Partner     | Finalgegner                              | Ergebnis         |
| --- | ------------ | ------- | ----- | ----------- | ---------------------------------------- | ---------------- |
| 1.  | 5. Juni 2021 | Biella  | Sand  | Renzo Olivo | Luis David Martínez David Vega Hernández | 3:6, 6:3, [10:8] |

## Abschneiden bei Grand-Slam-Turnieren

### Einzel
| Turnier         | 2021 | 2022 | 2023 | 2024 | 2025 | Karriere |
| --------------- | ---- | ---- | ---- | ---- | ---- | -------- |
| Australian Open | —    | 1    | 2    | 3    | 2    | 3        |
| French Open     | Q2   | 1    | VF   | 3    | 1    | VF       |
| Wimbledon       | Q2   | 1    | 2    | 2    | 1    | 2        |
| US Open         | Q1   | 1    | 2    | 3    |      | 3        |

Zeichenerklärung: S = Turniersieg; F, HF, VF, AF = Einzug ins Finale / Halbfinale / Viertelfinale / Achtelfinale; 1, 2, 3 = Ausscheiden in der 1. / 2. / 3. Hauptrunde; Q1, Q2, Q3 = Ausscheiden in der 1. / 2. / 3. Qualifikationsrunde; nicht ausgetragen

### Doppel
| Turnier         | 2022 | 2023 | 2024 | 2025 | Karriere |
| --------------- | ---- | ---- | ---- | ---- | -------- |
| Australian Open | —    | 1    | 1    | 1    | 1        |
| French Open     | 1    | 1    | —    | —    | 1        |
| Wimbledon       | 1    | 1    | —    | 1    | 1        |
| US Open         | 1    | 1    | —    |      | 1        |